# Castellaneta
Castellaneta es una localidad y comune italiana de la provincia de Tarento, región de Apulia, con 17.196 habitantes.

## Celebridades
- Aquí nació Rodolfo Valentino.

## Evolución demográfica
| Gráfica de evolución demográfica de Castellaneta entre 1861 y 2001 |
|                                                                    |
| Fuente ISTAT - elaboración gráfica de Wikipedia                    |